# Fernando Vicente
Fernando Vicente (Benicarló, 7 augustus 1968) is een Spaanse tennisser die sinds 1996 actief is als professional.
Vicente won in zijn carrière drie ATP-toernooien in het enkelspel en twee in het dubbelspel, alle op gravel.

## Palmares

#### Enkelspel
| Legenda                       | Legenda               |
| ----------------------------- | --------------------- |
| Grand Slam                    |                       |
| Olympische Spelen             |                       |
| tot 2009                      | vanaf 2009            |
| Tennis Masters Cup            | ATP Finals            |
| ATP Masters Series            | ATP Tour Masters 1000 |
| ATP International Series Gold | ATP Tour 500          |
| ATP International Series      | ATP Tour 250          |

| Nr.              | Datum           | Toernooi         | Ondergrond | Tegenstander in finale | Score                    | Details |
| ---------------- | --------------- | ---------------- | ---------- | ---------------------- | ------------------------ | ------- |
| Gewonnen finales |                 |                  |            |                        |                          |         |
| 1.               | 13 juni 1999    | ATP Merano       | Gravel     | Hicham Arazi           | 6-2, 3-6, 7-6(1)         | Details |
| 2.               | 16 april 2000   | ATP Casablanca   | Gravel     | Sébastien Grosjean     | 6-4, 4-6, 7-6(3)         | Details |
| 3.               | 4 februari 2001 | ATP Bogota       | Gravel     | Juan Ignacio Chela     | 6–4, 7–6(6)              | Details |
| Verloren finales |                 |                  |            |                        |                          |         |
| 1.               | 28 maart 1999   | ATP Casablanca   | Gravel     | Alberto Martín         | 3–6, 4–6                 | Details |
| 2.               | 1 augustus 1999 | ATP Kitzbühel    | Gravel     | Albert Costa           | 5–7, 2–6, 7–6(5), 6–7(4) | Details |
| 3.               | 26 mei 2002     | ATP Sankt Pölten | Gravel     | Nicolás Lapentti       | 5–7, 4–6                 | Details |

### Dubbelspel
| Nr.                           | Datum         | Toernooi       | Ondergrond | Partner        | Tegenstanders in finale          | Score          | Details |
| ----------------------------- | ------------- | -------------- | ---------- | -------------- | -------------------------------- | -------------- | ------- |
| Gewonnen finales heren dubbel |               |                |            |                |                                  |                |         |
| 1.                            | 23 mei 2004   | ATP Casablanca | Gravel     | Enzo Artoni    | Yves Allegro Michael Kohlmann    | 3–6, 6–0, 6–4  | Details |
| 2.                            | 23 juli 2006  | ATP Amersfoort | Gravel     | Alberto Martín | Lucas Arnold Ker Christopher Kas | 6–4, 6–3       | Details |
| Verloren finales heren dubbel |               |                |            |                |                                  |                |         |
| 1.                            | 7 mei 2000    | ATP Majorca    | Gravel     | Alberto Martín | Michaël Llodra Diego Nargiso     | 6–7(2), 6–7(3) | Details |
| 2.                            | 29 april 2001 | ATP Barcelona  | Gravel     | Tommy Robredo  | Donald Johnson Jared Palmer      | 6–7(2), 4–6    | Details |
| 3.                            | 21 juli 2002  | ATP Umag       | Gravel     | Albert Portas  | František Čermák Julian Knowle   | 4–6, 4–6       | Details |
| 4.                            | 2 maart 2003  | ATP Acapulco   | Gravel     | David Ferrer   | Mark Knowles Daniel Nestor       | 3–6, 3–6       | Details |

## Prestatietabel
| Legenda | Legenda                          |
| ------- | -------------------------------- |
| g.t.    | geen toernooi gehouden           |
| l.c.    | lagere categorie                 |
| –       | niet deelgenomen                 |
| G       | uitgeschakeld in de groepsfase   |
| 1R      | uitgeschakeld in de eerste ronde |
| 2R      | uitgeschakeld in de tweede ronde |
| 3R      | uitgeschakeld in de derde ronde  |
| 4R      | uitgeschakeld in de vierde ronde |
| KF      | uitgeschakeld in de kwartfinale  |
| HF      | uitgeschakeld in de halve finale |
| F       | de finale verloren               |
| W       | het toernooi gewonnen            |
| w-v     | winst/verlies-balans             |

### Prestatietabel grand slam, enkelspel
| Toernooi        | 1998 | 1999 | 2000 | 2001 | 2002 | 2003 | 2004 | 2005 | 2006 | 2007 |
| --------------- | ---- | ---- | ---- | ---- | ---- | ---- | ---- | ---- | ---- | ---- |
| Australian Open | –    | 1R   | 3R   | 1R   | 2R   | 3R   | –    | –    | 1R   | –    |
| Roland Garros   | 2R   | 2R   | 4R   | 1R   | 3R   | 3R   | 2R   | 3R   | 1R   | 1R   |
| Wimbledon       | –    | 2R   | 1R   | 1R   | 1R   | 1R   | –    | –    | 1R   | 1R   |
| US Open         | 2R   | 2R   | 1R   | 2R   | 3R   | 1R   | –    | –    | 1R   | –    |

### Prestatietabel grand slam, dubbelspel
| Toernooi        | 2003 | 2006 |
| --------------- | ---- | ---- |
| Australian Open | 1R   | 2R   |
| Roland Garros   | 1R   | 1R   |
| Wimbledon       | 1R   | 1R   |
| US Open         | 1R   | 2R   |